# دیتریخوف و موراوسکه تربووه
دیتریخوف و موراوسکه تربووه (به چکی: Dětřichov u Moravské Třebové) یک منطقهٔ مسکونی در جمهوری چک است که در ناحیه سویتاوی واقع شده‌است. دیتریخوف و موراوسکه تربووه ۵٫۹۲ کیلومتر مربع مساحت و ۲۰۰ نفر جمعیت دارد و ۵۰۵ متر بالاتر از سطح دریا واقع شده‌است.